# Canon EOS-1D Mark II
1D 1D Mark III
L'EOS-1D Mark II est un boîtier reflex numérique commercialisé en 2004 et 2005 par Canon, en remplacement de l'EOS-1 D. Équipé d'un capteur CMOS de 28,7 × 19,1 mm pour une définition de 8,2 mégapixels et d'une rafale atteignant 8,5 images par seconde, il s'adressait principalement au marché professionnel. Son successeur fut l'EOS-1 D Mark II N.

## Caractéristiques
- Boîtier : Reflex numérique en alliage de magnésium à objectifs interchangeables (monture EF) sauf EF-S
- Capteur : CMOS avec filtre couleur primaire (RVB) de 28,7 × 19,1 mm
- Processeur d'images : DIGIC II
- Définition : 8,2 millions
- Ratio image : 3:2
- Taille de l'image : (LF) 3504 × 2336, (M1) 3104 × 2072, (M2) 2544 × 1696, (S) 1728 × 1152, (RAW) 3504 × 2336
- Coefficient de conversion : 1,3×
- Viseur : Pentaprisme avec couverture d'image 100 % et correcteur dioptrique intégré de - 3 à + 1D
- Autofocus : 45 collimateurs autofocus (zone AF)
- Mesure lumière : Mesure TTL 21 zones SPC, évaluative couplée aux collimateurs AF, sélective 8,5 %, Spot centrée 2,4 %, Spot 2,4 % liée aux collimateurs AF et Multispot sur 8 points (moyenne à prédominance centrale), correction d’exposition ± 3 IL par 1/3 ou 1/2 de valeur, mémorisation d’exposition
- Balance des blancs : Automatique avec capteur CMOS (10 réglages) + 3 paramètres personnalisés de balance des blancs
- Matrice couleur : 5 types d'espaces couleurs : 4 espaces sRVB, Adobe RVB + 2 espaces sélectionnables par l'utilisateur
- Obturateur : 30 à 1/8000 s (par incréments d'1/3), pose longue (bulb), Synchro-X maxi Flash 1/250s
- Modes : Programme, priorité vitesse, priorité ouverture, manuel
- Motorisation : Vue par vue, en continu max. environ 8,5 im./s (cadence maintenue sur 40 images (JPEG) et 20 images (RAW))
- Sensibilité : 100-1600 ISO (par incréments d'1/3), extensible à 50 ou 3 200 ISO (via le menu de prise de vues)
- Mesure flash : Flash auto E-TTL II, manuel, /-3 IL par incréments d'1/3 ou d'1/2
- Affichage : Écran LCD TFT 2 pouces, environ 230 000 pixels, couverture 100 % (pour les images JPEG)
- Enregistrement : CompactFlash de type I et II (compatible Microdrive), SDHC, carte mémoire SD (plus de 2 Go compatible)
- Dimensions : 156 × 158 × 80 mm
- Poids :  1 220 g (boîtier uniquement)
- Alimentation : Batterie Ni-MH NP-E3
- Autonomie : Environ 1200 déclenchements à température normale (20 °C)

## EOS-1 D Mark II N

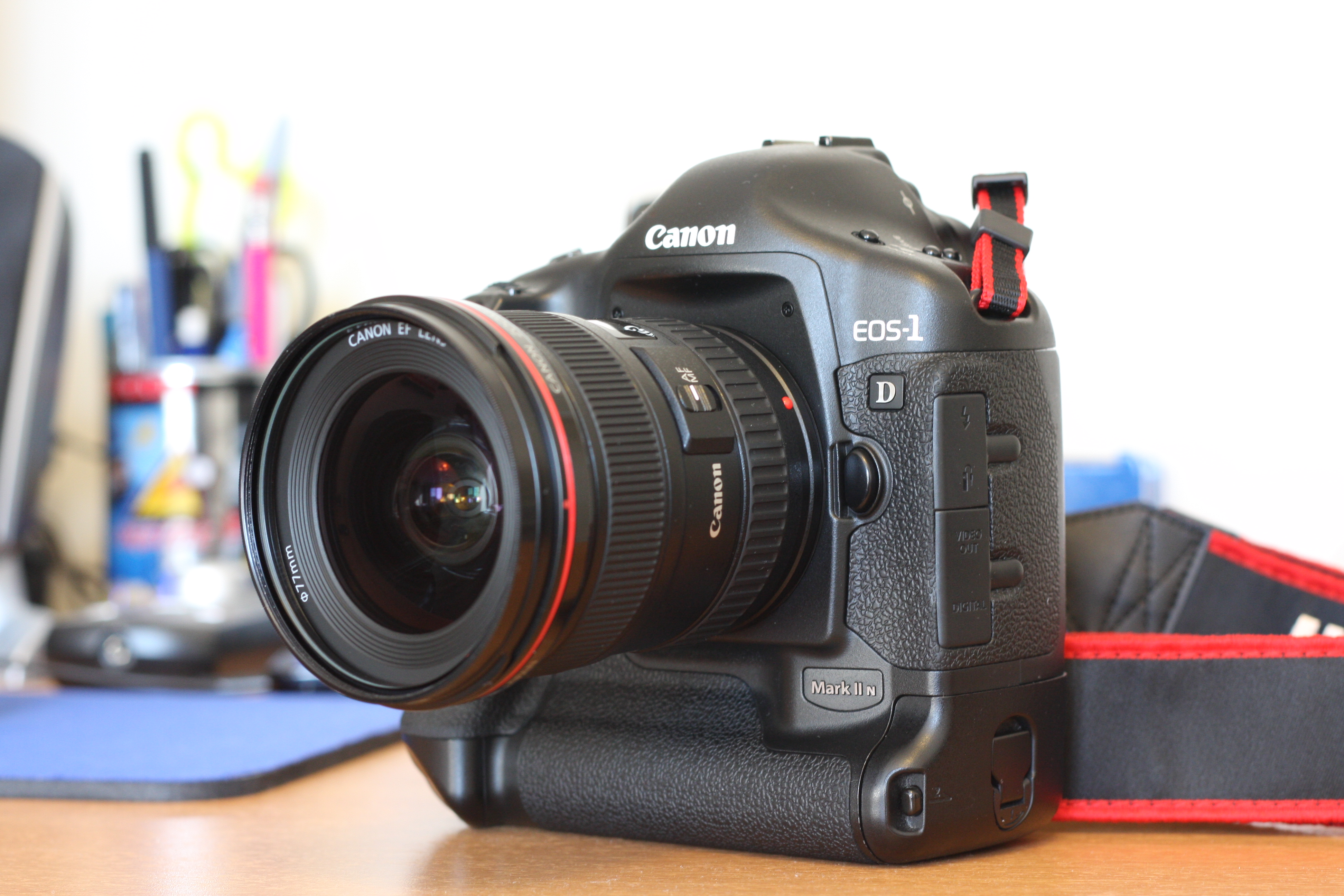
EOS-1 D Mark II N

Le 22 août 2005, Canon annonce le successeur de l’EOS-1 D Mark II. Le nouvel EOS-1D Mark II N possède les mêmes capteur CMOS de 8,2 mégapixels, le processeur d’image DIGIC II et la cadence de 8,5 images par seconde en rafale que son prédécesseur. Les principaux changements sont l’apparition d’un nouvel écran LCD de 2,5 pouces, une meilleure mémoire tampon et des paramètres d’images additionnels, tel le Picture Style.

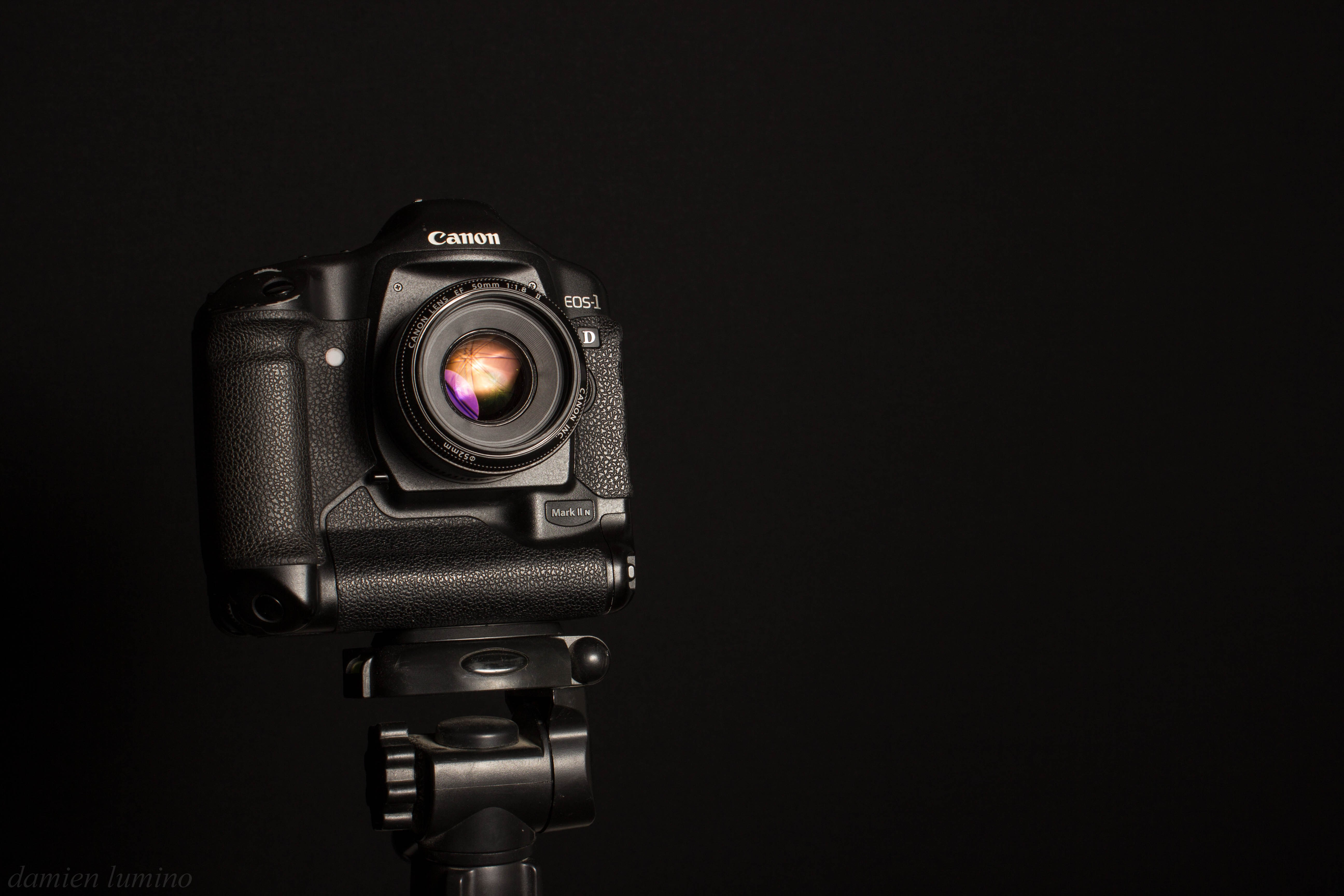
EOS-1D Mark II N